# Баш-Зейзит
Баш-Зейзи́д (азерб. Baş Zəyzid) — село, центр муниципалитета в Шекинском районе Азербайджана.

## География
Село расположено в южных предгорьях Большого Кавказа, на реке Зейзидчай, в 12 км к востоку от города Шеки.

## Население
Село населено в основном азербайджанцами.  
По состоянию на 1916 год в селении Башъ-Зекзикъ Нухинского уезда Елизаветпольской губернии проживало 1842 человек, в основном азербайджанцы, указанные в календаре как «татары».
По данным Азербайджанской сельскохозяйственной переписи 1921 года в селе Баш-Зекзит (название согласно источнику) Нухинского уезда Азербайджанской ССР имелось 348 хозяйств, численность жителей составляло 1571 человек. Преобладающая национальность — тюрки-азербайджанцы.
По материалам издания «Административное деление АССР», подготовленного в 1933 году Управлением народно-хозяйственного учёта Азербайджанской ССР (АзНХУ), по состоянию на 1 января 1933 года в Баш-Зезит являвшемся центром Зезитского сельсовета Нухинского района Азербайджанской ССР насчитывалось 1369 жителей,  (730 мужчин и 639 женщин, 500 хозяйств). Национальный состав Зезитского сельсовета (включавшего также селения Кебар-Зезит, Орта-Зезит, Велаза-Зезит) на 96,4 % состоял из тюрков (азербайджанцев).
По состоянию на 1976 год население села составляло 2853 человек. Население было занято табаководством, разведением зерновых, животноводством. 
В селе имелись средняя школа, библиотека, больница, клуб, узел связи.
Махалля (кварталы) села Баш-Зейзит: Архылар, Орта махалля, Нурмамед ушагы, Даллекушагы, Тейюль, Падар, Бейехан ушагы, Гасымушагы, Баламмедушагы, Моллалы ушагы, Рамазан ушагы, Амир ушагы, Ширялиляр, Давуд ушагы.
Уроженцем села является Аладдин Зияддин оглы Расулов — азербайджанский певец.